# بايلا (معدات طعام)
بايلا هي أحد أنواع معدات الطعام في العديد من دول أمريكا الجنوبيا الناطقة بالإسبانية  وهي تشير إلي وعاء (إناء) معدني كبير وعميق أو (إناء فخاري) والذي غالبا ما يستخدم كوعاء لتقديم الطعام المطبوخ به.
الأطباق المقدمة في الكلاي بايلا غالبا ما تُحضر في البايلا نفسها عن طريق الخبز في الفرن .
بشكل موسع؛ كلمة بايلا تُطلق أيضا علي الأطباق التي يؤكل منها مثل: بايلا مارين وبايلا دي هيفو.

## المراجع

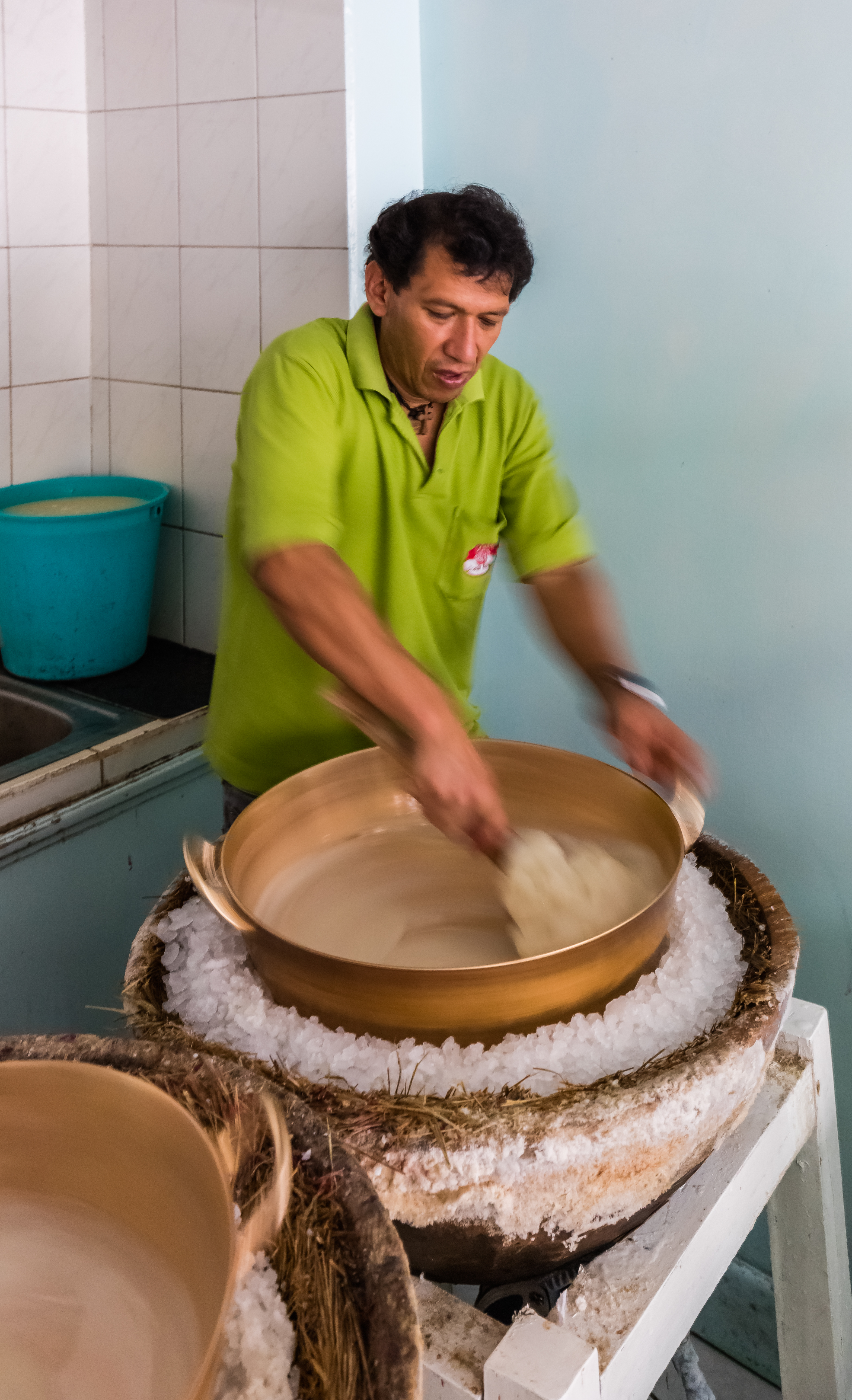
تحضير بوظه الايس كريم, ايبارا, اكوادور

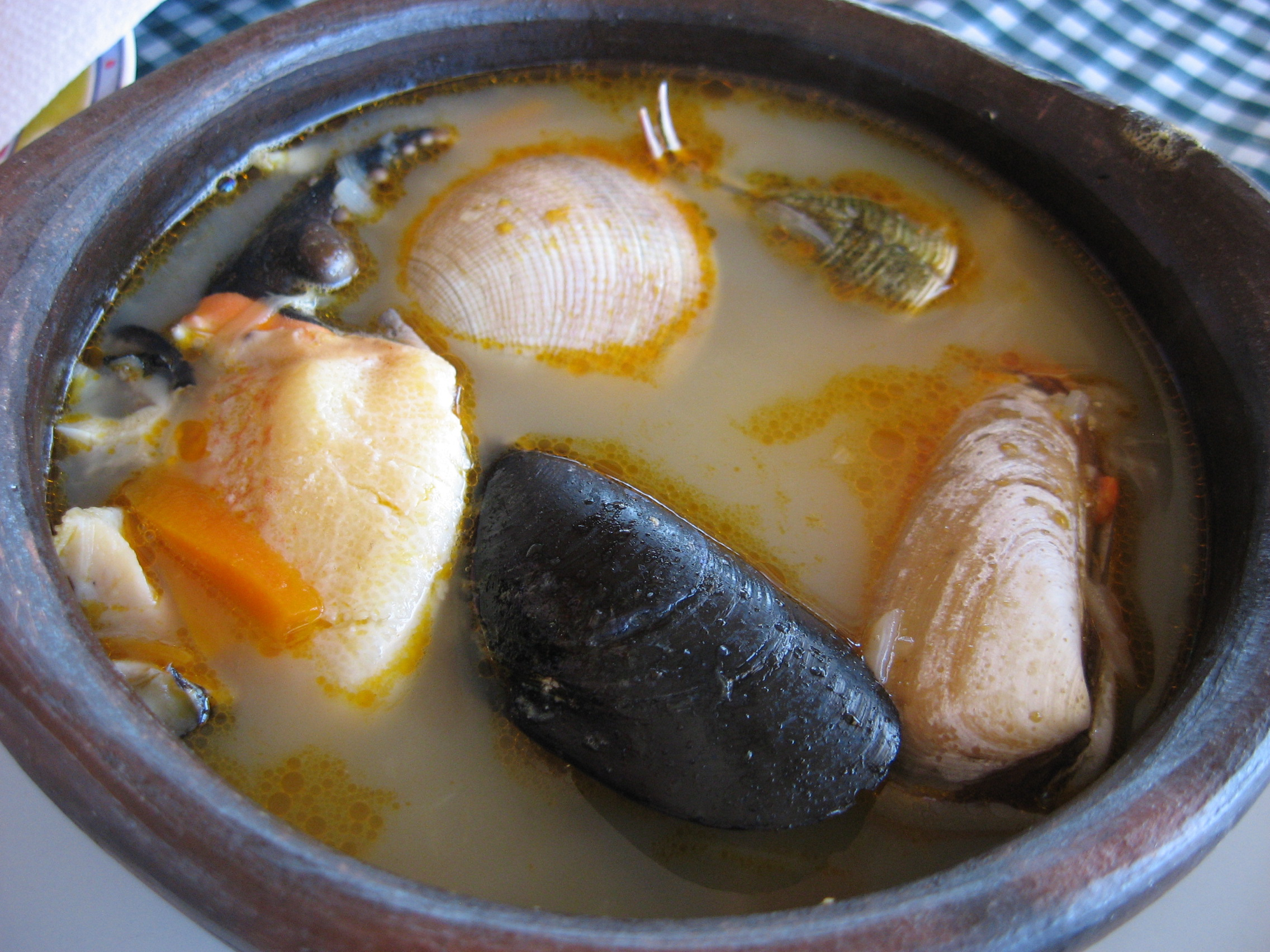
بايلا مارين في البايلا